# Hexactinellida
Los hexactinélidos (Hexactinellida) son una clase del filo Porifera. Son conocidas vulgarmente como esponjas vítreas. Son esponjas cuyo esqueleto mineral está compuesto por espículas silíceas de seis radios que se cruzan en ángulo recto, conocidas como hexactinas, lo que da nombre al grupo. Se conocen 686 especies.

## Características

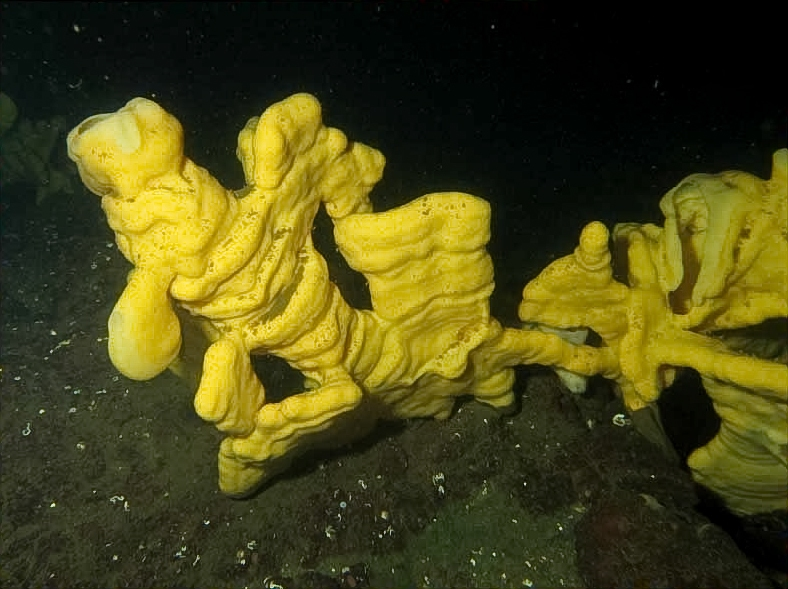
Aphrocallistes vastus

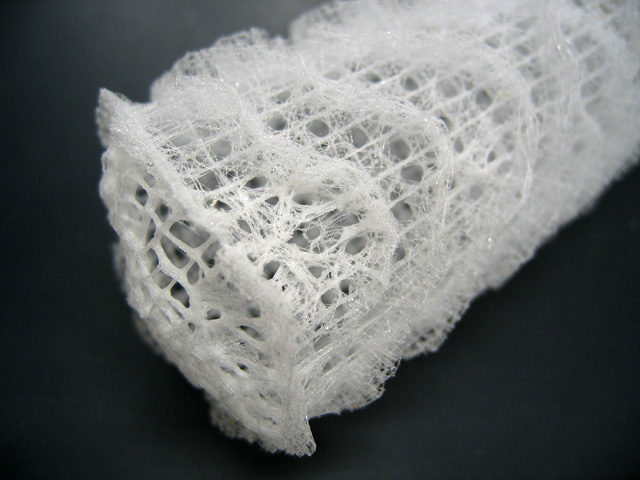
Esqueleto de Euplectella; las espículas de algunas hexactinélidas forman un entramado.

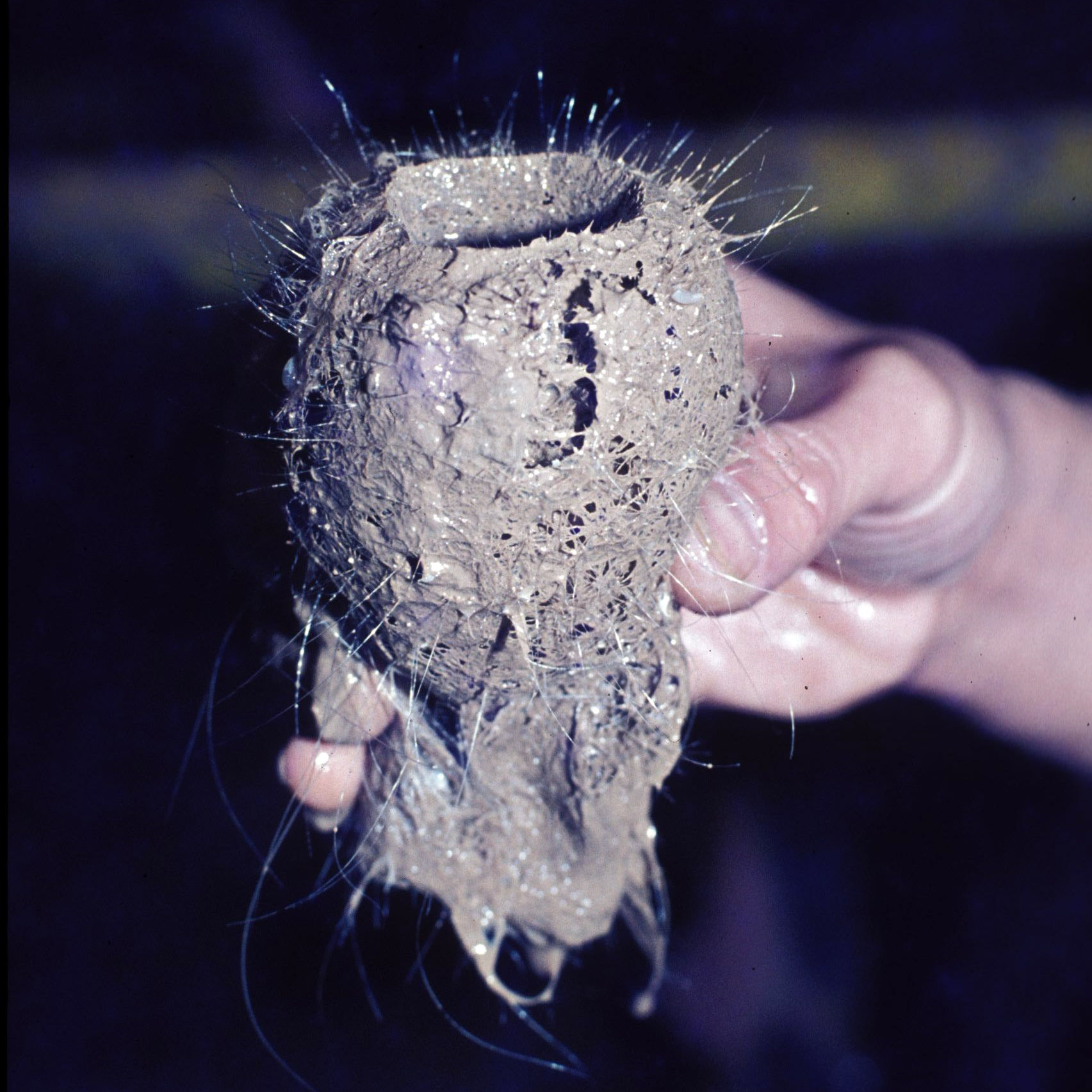
Típica hexactinélida en forma de vaso con espículas proyectándose más allá del cuerpo.

El cuerpo de las hexactinélidas suele tener forma de vaso e incluye tanto tejidos sincitiales como celulares; incluso la capa de coanocitos puede ser sincitial. La pared del cuerpo es cavernosa, formada por un entramado trabecular; su nivel de organización es de tipo siconoide o leuconoide. El pinacodermo es inexistente, y es sustituido por una membrana dermal acelular. 
Además de las espículas puede presentar fibras de espongina. De hecho, existen especies de hexactinélidas que carece de esqueleto. Cuando presenta espículas, existen megascleras y microcleras  diferenciadas, y están provistas de un canal central de sección cuadrada,; con frecuencia presentan grupos de espículas en la región basal que sirven para anclar la esponja al substrato, sobre todo en caso de sedimentos blandos.

## Historia natural
Todas las hexactinélidas son marinas y tienen preferencia por aguas profundas, entre los 200 y los 2.000 metros; muchas viven sobre substratos blandos, pero son más abundantes y diversas en aguas someras de las regiones polares; en la Antártida, por ejemplo, son los organismos bentónicos predomiantes; en la Columbia Británica (Canadá) forman impresionates arrecifes en profundidades de  180 a 250 metros, algunos de los cuales se alzan 18 m sobre el fondo marino; se conocen arrecifes fósiles similares del Jurásico.
Scolymastra joubini y otras especies similares, propias de aguas antárticas, crecen a un ritmo extraordinariamente lento a causa de las bajas temperaturas del agua, y alcanzan enormes longevidades. Se estimó que un ejemplar de dicha especie, de 2 m de altura, hallado a 50 m de profundidad en el Mar de Ross tenía una edad de 23.000 años, pero el margen de error de la estimación fluctuaba entre 13 000 y 40 000; estudios más detallados mostraron que esa región del mar estuvo al descubierto hace 15.000 años, con lo que el espécimen no podía ser anterior a esa fecha; finalmente, se estimó que su edad debería ser "solo" de algo más de 6.000 años, lo que sigue representando el animal más longevo de la Tierra.

## Registro fósil
Se conocen unos 300 géneros de hexactinélidas fósiles. La especie más antigua data del Ediacárico y representa también la esponja más antigua que se conoce. Durante el Cámbrico, se conocen fósiles en todo el mundo; su máxima diversidad se dio probablemente durante el Cretácico.

## Taxonomía
La clase presenta dos subclases y cinco órdenes:
- Subclase Amphidiscophora
  - Orden  Amphidiscosida
- Subclase Hexasterophora
  - Orden  Aulocalycoida
  - Orden  Hexactinosida
  - Orden  Lychniscosida
  - Orden  Lyssacinosida